# Dom-le-Mesnil
Dom-le-Mesnil és un municipi francès situat al departament de les Ardenes i a la regió del Gran Est. L'any 2007 tenia 1.154 habitants.

## Demografia

### Població
El 2007 la població de fet de Dom-le-Mesnil era de 1.154 persones. Hi havia 400 famílies de les quals 81 eren unipersonals (16 homes vivint sols i 65 dones vivint soles), 131 parelles sense fills, 184 parelles amb fills i 4 famílies monoparentals amb fills.
La població ha evolucionat segons el següent gràfic:
Habitants censats

### Habitatges
El 2007 hi havia 439 habitatges, 416 eren l'habitatge principal de la família, 8 eren segones residències i 15 estaven desocupats. 414 eren cases i 26 eren apartaments. Dels 416 habitatges principals, 335 estaven ocupats pels seus propietaris, 73 estaven llogats i ocupats pels llogaters i 9 estaven cedits a títol gratuït; 14 tenien dues cambres, 43 en tenien tres, 120 en tenien quatre i 239 en tenien cinc o més. 315 habitatges disposaven pel capbaix d'una plaça de pàrquing. A 168 habitatges hi havia un automòbil i a 214 n'hi havia dos o més.

### Piràmide de població
La piràmide de població per edats i sexe el 2009 era:
| Homes | Edats   | Dones |
| ----- | ------- | ----- |
| 0     | 95 o +  | 0     |
| 0     | 90 a 94 | 0     |
| 0     | 85 a 89 | 0     |
| 8     | 80 a 84 | 4     |
| 8     | 75 a 79 | 20    |
| 24    | 70 a 74 | 20    |
| 44    | 65 a 69 | 24    |
| 28    | 60 a 64 | 48    |
| 20    | 55 a 59 | 24    |
| 44    | 50 a 54 | 24    |
| 32    | 45 a 49 | 44    |
| 44    | 40 a 44 | 28    |
| 48    | 35 a 39 | 32    |
| 36    | 30 a 34 | 64    |
| 24    | 25 a 29 | 24    |
| 20    | 20 a 24 | 16    |
| 48    | 15 a 19 | 16    |
| 37    | 10 a 14 | 52    |
| 36    | 5 a 9   | 29    |
| 28    | 0 a 4   | 52    |

## Economia
El 2007 la població en edat de treballar era de 736 persones, 517 eren actives i 219 eren inactives. De les 517 persones actives 460 estaven ocupades (260 homes i 200 dones) i 57 estaven aturades (21 homes i 36 dones). De les 219 persones inactives 49 estaven jubilades, 83 estaven estudiant i 87 estaven classificades com a «altres inactius».

### Ingressos
El 2009 a Dom-le-Mesnil hi havia 415 unitats fiscals que integraven 1.039,5 persones, la mediana anual d'ingressos fiscals per persona era de 17.733 €.

### Activitats econòmiques
Dels 25 establiments que hi havia el 2007, 2 eren d'empreses alimentàries, 1 d'una empresa de fabricació d'altres productes industrials, 7 d'empreses de construcció, 5 d'empreses de comerç i reparació d'automòbils, 3 d'empreses d'hostatgeria i restauració, 3 d'empreses de serveis, 1 d'una entitat de l'administració pública i 3 d'empreses classificades com a «altres activitats de serveis».
Dels 9 establiments de servei als particulars que hi havia el 2009, 1 era una funerària, 2 guixaires pintors, 2 fusteries, 1 lampisteria, 1 perruqueria i 2 restaurants.
Dels 3 establiments comercials que hi havia el 2009, 1 era una botiga de menys de 120 m², 1 una botiga de mobles i 1 una joieria.
L'any 2000 a Dom-le-Mesnil hi havia 5 explotacions agrícoles.

## Equipaments sanitaris i escolars
El 2009 hi havia una escola elemental.

## Poblacions més properes
El següent diagrama mostra les poblacions més properes.